# Mellicta murakumo
Mellicta murakumo är en fjärilsart som beskrevs av Haruta 1940. Mellicta murakumo ingår i släktet Mellicta och familjen praktfjärilar. Inga underarter finns listade i Catalogue of Life.